# Шарл Фабри
Шарл Фабри (на френски: Charles Fabry) е френски физик, оптик.

## Биография
Роден е на 11 юни 1867 година в Марсилия, Франция. Следва физика в Екол политекник и след дипломирането си се връща в родната си Марсилия, където се подготвя за държавния учителски изпит agrégation, който му дава право да преподава във френски гимназии и лицеи. Преподава в гимназии и лицеи в По (1889), Невер (1890), Бордо (1892), Марсилия (1893) и в Париж (1893). Същевременно се подготвя за докторска дисертация върху многолъчевата интерференция (интерференция на повече от две светлинни вълни).
По-голямата част от кариерата му (27 години) преминава във Факултета на науките на Марсилския университет. През 1921 е назначен за професор по обща физика в Парижкия университет и директор на новооснования Институт по теоретична и приложна оптика. Днес, една от неговите лаборатории носи името на Фабри. През 1926 наследява своя колега и приятел Алфред Перо като професор в Екол политекник.
Умира на 11 декември 1945 година в Париж на 78-годишна възраст.

## Научна дейност
Усилията му върху изследването на многолъчевата интерференция се увенчават с изобретяването на интерферометъра на Фабри-Перо (заедно с Алфред Перо). Когато светлинните вълни преминават през този интерферометър (или още наричан Еталон на Фабри-Перо), някои дължини на вълната се погасяват (за тях уредът действа като филтър), а други се усилват. Фабри бързо разбира значението на този уред за извършването на прецизни спектрални наблюдения и воден от интереса си към астрофизиката, започва да наблюдава през него различни небесни обекти заедно със своя колега Анри Бюисон. С него наблюдават спектрални линии на непознат елемент, който бива наречен „небулий“. По-късно, американската астрономка Айра Боуен доказва, че всъщност става въпрос за забранени преходи в единично и двойно йонизиран кислород и единично йонизиран азот. По-нататък, Фабри и Бюисон откриват, че поглъщането на ултравиолетовите лъчи се дължи на озонов слой, разположен високо в земната атмосфера.